# Los Arcos
Los Arcos (Urantzia en basc, sense ser oficial) és un municipi de Navarra, a la comarca d'Estella Oriental, dins la merindad d'Estella. Limita al sud amb Lazagurría i Mendavia, a l'est amb Sesma, Arroitz, Barbarin i Villamayor de Monjardín, al nord amb Etaio i Sorlada, i a l'oest amb El Busto, Sansol, Mués i Desojo.

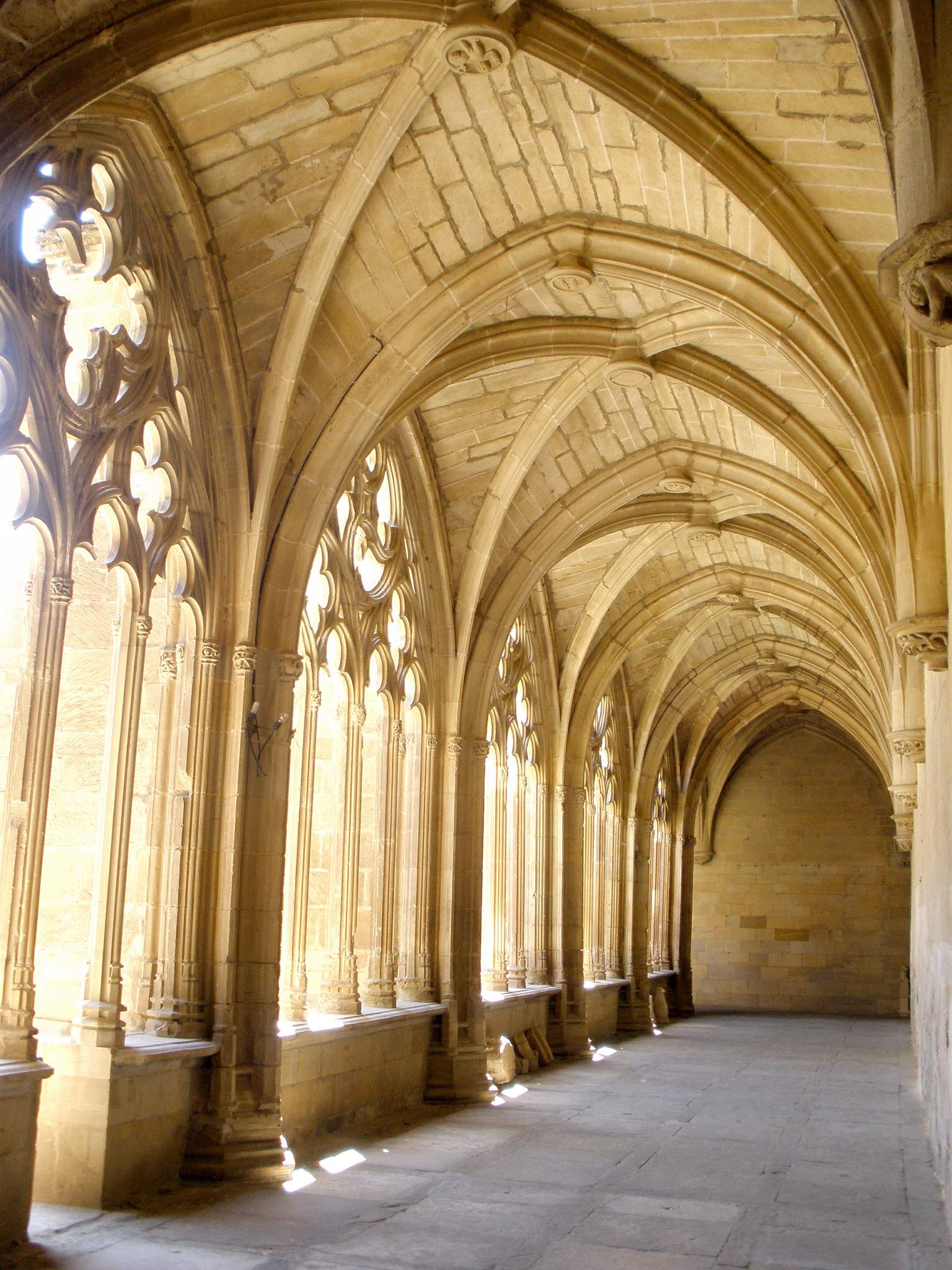
Claustre de l'església de Santa Maria

## Història
L'11 d'octubre els exèrcits carlí de Santos Ladron i liberal de Manuel Lorenzo es trobaren a la batalla de Los Arcos, i després de capturar el pont els liberals van tallar la possibilitat que fossin flanquejats, i els carlins es van replegar al poble, i finalment van fugir en desordre mentre Santos Ladron i uns pocs homes carregava sobre els liberals sent capturat.

## Demografia
| Evolució demogràfica                                 | Evolució demogràfica | Evolució demogràfica | Evolució demogràfica | Evolució demogràfica | Evolució demogràfica | Evolució demogràfica | Evolució demogràfica | Evolució demogràfica | Evolució demogràfica | Evolució demogràfica |
| 1996                                                 | 1998                 | 1999                 | 2000                 | 2001                 | 2002                 | 2003                 | 2004                 | 2005                 | 2006                 | 2007                 |
| ---------------------------------------------------- | -------------------- | -------------------- | -------------------- | -------------------- | -------------------- | -------------------- | -------------------- | -------------------- | -------------------- | -------------------- |
| 1 346                                                | 1 326                | 1 339                | 1 315                | 1 319                | 1 311                | 1 308                | 1 300                | 1 298                | 1 272                | 1 261                |
| Fonts: Los Arcos i Institut d'Estadística de Navarra |                      |                      |                      |                      |                      |                      |                      |                      |                      |                      |

## Personatges il·lustres
- Manuela de Ezquerro y Sáenz de Chavarri